# První bitva u Bull Runu
První bitva u Bull Runu nazývaná také první bitva u Manassasu, která se odehrála 21. července roku 1861, je jedním z prvních střetnutí americké občanské války. V bitvě proti sobě stály armády Unie v čele s generálem Irvinem McDowellem a Konfederace vedená generály Johnstonem a Beauregardem. Vojsko Konfederace v bitvě zvítězilo.